# Niponius interstitialis
Niponius interstitialis är en skalbaggsart som beskrevs av Lewis 1913. Niponius interstitialis ingår i släktet Niponius och familjen stumpbaggar. Inga underarter finns listade i Catalogue of Life.